# Marksistskaja
Marksistskaja station (ryska: Марксистская) är en tunnelbanestation på Kalininsko-Solntsevskajalinjen i Moskvas tunnelbana. 
Stationen har fått sitt namn efter Marksistskaja Ulitsa (Marxistgatan) och det arkitektoniska temat är att visa renheten i de marxistiska idealen. Pelarna är klädda i röd marmor.
Stationen fungerar som en livlig knutpunkt mellan tre linjer, via rulltrappor når man Taganskajastationen på Koltsevajalinjen och Taganskaja på Tagansko-Krasnopresnenskajalinjen.